# Château de Sainte-Marie
Pour les articles homonymes, voir Château Sainte-Marie.
Le château de Sainte-Marie est une ancienne demeure fortifiée, du XIIIe siècle, remaniée aux XVe et XVIe siècles, qui se dresse sur le territoire de la commune française d'Agneaux dans le département de la Manche, en région Normandie.
Le château, aménagé en chambres d'hôtes, complété d'un restaurant et d'une brasserie, est partiellement inscrit au titre des monuments historiques.

## Localisation
Le château est situé avenue Sainte-Marie, dominant la vallée de la Vire, sur une colline, dans les bois, à 800 mètres au nord-ouest d'Agneaux en périphérie de Saint-Lô, dans le département français de la Manche.

## Historique
Le fief d'Agneaux est un ancien fief noble relevant de la baronnie de Saint-Lô.
Le premier seigneur connu, grâce à une charte de donation de la cathédrale de Coutances, est un Herbert d'Agneaux qui vivait au XIe siècle. La famille d'Agneaux avait pour armes : « d'azur à trois agneaux bêlants d'argent ». En 1373, Jehan de La Haye, chevalier, époux de Jehanne Paisnel, déclare tenir le « fieu d'Agneaux du seigneur evesque de Coutances », baron de Saint-Lô.
Reignier d'Esquay parait avoir remplacé Guillaume de La Haye, issu des précédents. En 1428, Richard d'Esquay, fils de Reignier, est seigneur d'Agneaux et de Caenchy. À sa mort, en 1460, il laisse quatre filles, dont la seconde, Girette d'Esquay, épouse de Raoul de Sainte-Marie. Ce dernier mourut en 1496, laissant un fils, Jean de Sainte-Marie, époux de la sœur de Bertin de Silly, chambellan de Louis XI. De cette union naquit un autre Jean de Sainte-Marie, gouverneur de Saint-Lô jusqu'en 1563, qu'il dut évacuer à la suite de l'édit de pacification. Son frère aîné, Nicolas de Sainte-Marie, chevalier de l'ordre du roi, gentilhomme de sa chambre, capitaine des châteaux de Valognes et de Granville, est quant à lui seigneur d'Agneaux et mourut en 1591. Parmi ses enfants, ce fut Jacques de Sainte-Marie, gouverneur de Granville et des îles Chausey, chevalier de Saint-Michel, gentilhomme de la chambre des rois Henri IV et Louis XIII, qui reçut le fief d'Agneaux. Avec son épouse, Catherine de Harlus, il eut un fils Jacques II de Sainte-Marie qui mourut en 1641. Son fils aîné, Jacques III de Sainte-Marie lui succède et meurt à Granville en 1664, dont il était également le gouverneur. Lui succède, son fils François-Louis de Sainte-Marie, issu d'un premier mariage avec Madeleine Boutin, qui mourut jeune, tout comme son premier fils Nicolas-Thomas de Sainte-Marie, le second leur succéda. On trouve ensuite, Jean-Jacques-René de Sainte-Marie, qui était page du roi en 1720 et, qui, en 1728, à la mort de son père, hérite des titres de seigneur d'Agneaux et marquis de Sainte-Marie. Il avait épousé Catherine Jacquier de Viels-Maisons.
Jean-Jacques-René de Sainte-Marie, deuxième du nom, fils des précédent, ancien capitaine au régiment d'Orléans, chevalier de Saint-Louis, seigneur d'Agneaux, épouse, en 1774, Louise-Françoise Pestalozzi, et mourut en 1787, laissant plusieurs enfants.

### Propriétaires
Liste non exhaustive des possesseurs du château de Sainte-Marie.
- Famille d'Agneaux
- Famille Paisnel
  - Jehanne Paisnel
- Famille de la Haye (par mariage)
  - Jehan de la Haye (époux de la précédente)
  - Guillaulme de la Haye
- Famille Esquay
  - Regnier d'Esquay
  - Richard d'Esquay (fils du précédent) : v. 1428-1460
  - Girette d'Esquay (fille du précédent)
- Famille de Sainte-Marie
  - Raoul de Sainte-Marie (époux de la précédente)
  - Jean de Sainte-Marie (fils du précédent)
  - Nicolas de Sainte-Marie (fils aîné du précédent)
  - Jacques de Sainte-Marie (fils du précédent)
  - Jacques II de Sainte-Marie (fils du précédent)
  - Jacques III de Sainte-Marie (fils aîné du précédent)
  - François-Louis de Sainte-Marie (fils du précédent)
  - Jean-Jacques-René de Sainte-Marie
  - Jean-Jacques-René de Sainte-Marie (deuxième du nom, fils du précédent)

## Description
Malgré les destructions importantes de la fin du XVIIIe siècle, il subsiste des parties du XVe et du XVIe siècle, la ferme du château, bâtie en travertin, du XVIIe siècle et la chapelle qui au XVIe siècle fut transformée temporairement en temple réformé.

## Protection
Au titre des monuments historiques :
- la ferme est inscrite par arrêté du 2 avril 1946 ;
- les façades et toitures du château (à l'exclusion de celles de l'aile du XIXe siècle) sont inscrites par arrêté du 3 mai 1974.

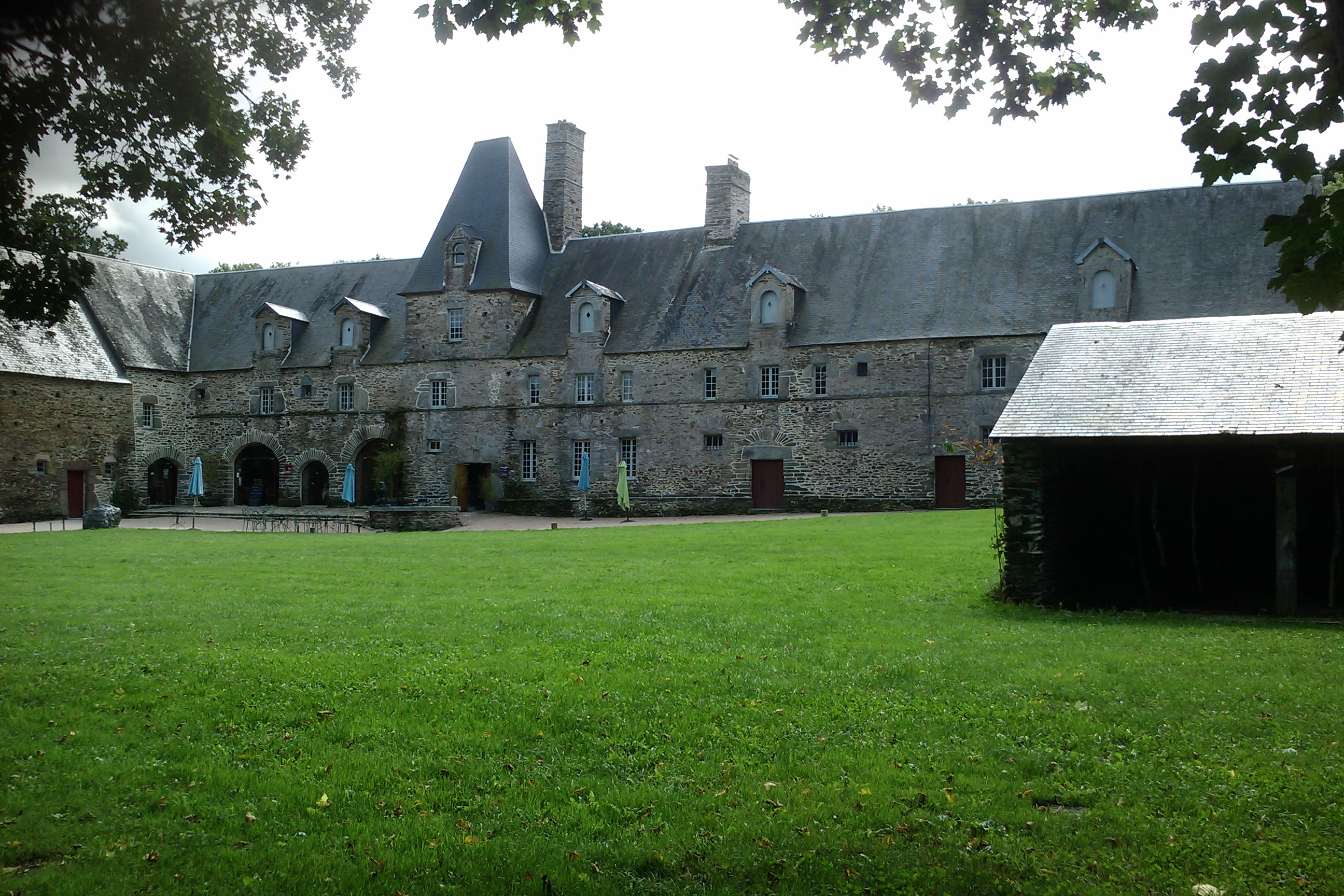
La ferme.
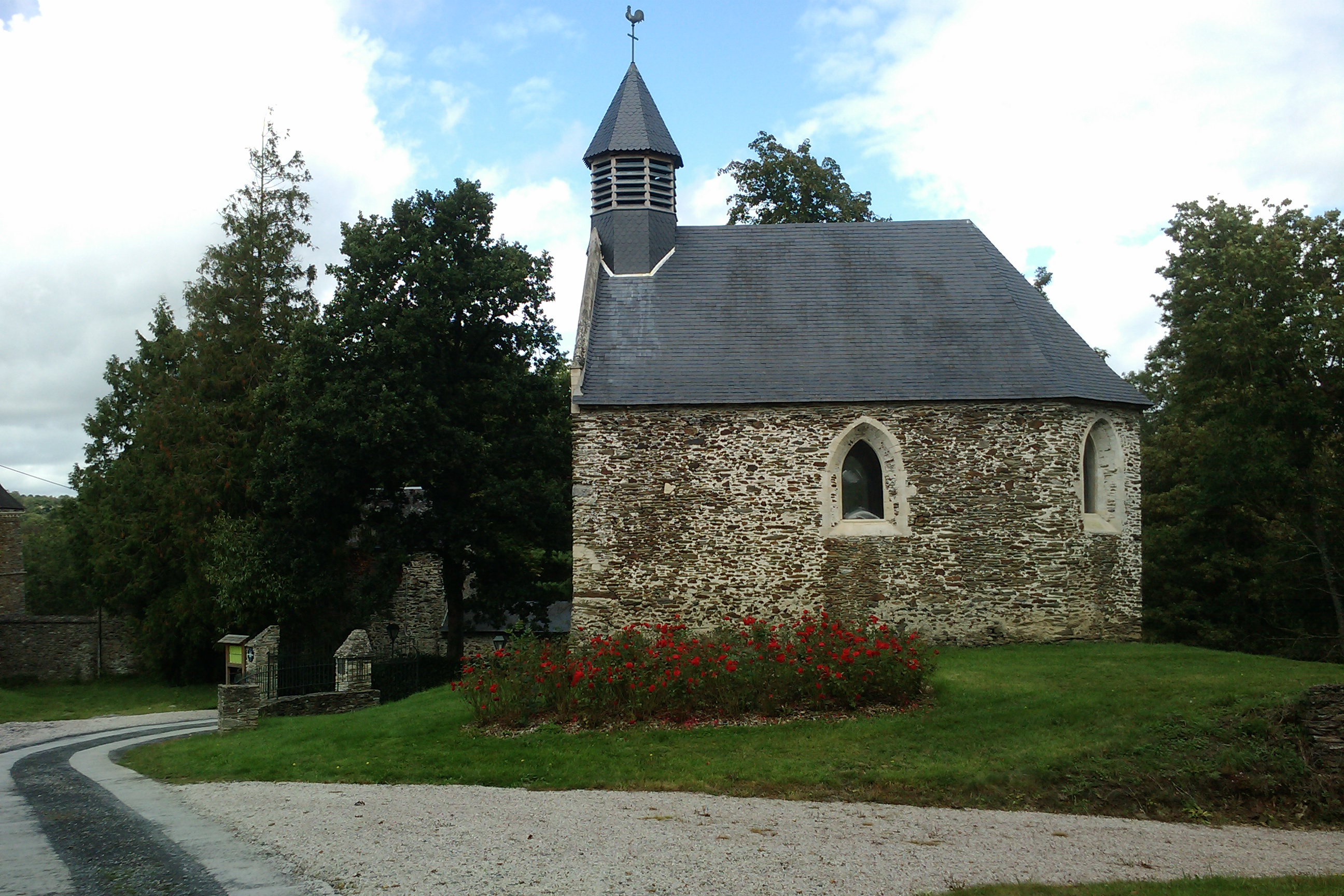
La chapelle.